# Eda Saburō

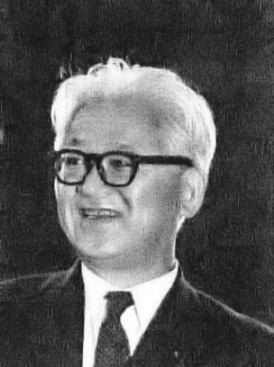
Eda Saburō

Eda Saburō (japanisch 江田 三郎; geboren 29. Juli 1907 in der Präfektur Okayama; gestorben 22. Mai 1977 in der Präfektur Tokio) war ein japanischer sozialdemokratischer Politiker, Abgeordneter aus Okayama in beiden Kammern des Nationalparlaments und führte in den 1970er Jahren eine zentristische Parteiabspaltung aus der Sozialistischen Partei Japans.

## Leben und Wirken
Eda Saburō begann ein Studium an der „Tōkyō Shōka Daigaku“ (東京商科大学), der heutigen Hitotsubashi-Universität, das er jedoch abbrach. 1931 schloss er sich der „Nationalen Volkspartei“ (全国大衆党, Zenkoku taishū-tō) an und beteiligt sich an der Bauernbewegung von Okayama. Er wurde 1937 zum Mitglied der Präfekturversammlung von Okayama gewählt, wurde jedoch im darauffolgenden Jahr bei dem „Volksfront-Vorfall“ festgenommen und bis Herbst 1941 ins Gefängnis. Zwei Jahre später ging er nach China, um als „Person mit staatgefährdenden Ideen“ der „Versetzung an die Südfront“ zu entgehen, und engagierte sich dort politisch.
1946 kehrte Eda nach Japan zurück und trat in die Sozialistische Partei Japans ein und engagierte sich wieder in der Bauernbewegung. 1950 wurde er in Okayama (damals Zweimandatswahlkreis) ins Rätehaus, das neue, gewählte Oberhaus des Parlaments gewählt, ab 1963 war er für den Fünfmandatswahlkreis Okayama 2 Mitglied des Unterhauses. Innerhalb der Partei gehörte er anfangs dem linken Flügel an. 1960 wurde er Generalsekretär. Nach der Ermordung des Parteivorsitzenden Asanuma Inejirō im selben Jahr wurde er kommissarischer Parteivorsitzender und Vorsitzender des Ausschusses für Theorie der Strukturreform für eine neue Parteilinie, wurde aber nun vom linken Flügel der Partei scharf kritisiert. Danach scheiterte er in zwei Wahlen zum Vorsitzenden, blieb Generalsekretär und wurde stellvertretender Vorsitzender.
In den 1970er Jahren wurde Eda zum Anführer der antikommunistischen und Reorganisationstheorie einer mittleren Parteilinie. Er gründete 1976 die „Über ein neues Japan nachdenken“-Gruppe, verließ aber 1977 die Partei, um den Shakai shimin rengō (社会市民連合, „Sozialistischen Bürgerverbund“), den Vorgänger der Shakai minshu rengō (社会民主連合, „Sozialdemokratische/r Bund/Föderation“, englisch auch „Sozialistisch-Demokratische Föderation“), zu gründen. Unmittelbar danach starb er plötzlich. Sein ältester Sohn Satsuki (1941–2021), ab 1977 Oberhausabgeordneter, wurde sein Nachfolger als Parteivorsitzender.